# Mykoła Prystaj
Mykoła Semenowycz Prystaj, ukr. Микола Семенович Пристай, ros. Николай Семенович Прыстай, Nikołaj Siemionowicz Prystaj (ur. 26 listopada 1954 we wsi Studzianka, w obwodzie iwanofrankiwskim) – ukraiński piłkarz, grający na pozycji napastnika, trener piłkarski.

## Kariera piłkarska
W 1974 zaczął występować w klubie Spartak Iwano-Frankiwsk, który uczestniczył wtedy w rozgrywkach Pierwoj (II poziom) ligi Mistrzostw ZSRR. W latach 1975–1976 odbywał służbę wojskową w klubie SK Łuck w Drugiej Lidze (III poziom) Mistrzostw ZSRR. W 1977 powrócił do rodzinnego klubu i występował w nim do 1981. Karierę kończył w mniej znanych klubach. Był jednym z najlepszych piłkarzy Spartaka, strzelił najwięcej bramek w historii tego klubu.

## Kariera trenerska
Po zakończeniu kariery zawodniczej został trenerem klubu LUKOR Kałusz. Pracował również z klubami Enerhetyk Bursztyn, Spartak Iwano-Frankiwsk oraz Prykarpattia Iwano-Frankiwsk. W 2009 powrócił do Enerhetyka Bursztyn. W połowie marca 2011 zmienił na stanowisku głównego trenera iwano-frankiwskiego klubu Petra Kuszłyka.

## Sukcesy i odznaczenia
- najlepszy strzelec w historii Spartaka Iwano-Frankiwsk: